# والتر راوف
كان والتر (فالتر) روف (19 يونيو 1906 - 14 مايو 1984) قائدا من قوات الأمن الخاصة من الرتب المتوسطة في ألمانيا النازية. من يناير 1938، كان مساعداً لرينهارد هايدريش أولاً في جهاز الأمن ( الشرطة الأمنية الألمانية)، في وقت لاحق في مكتب الأمن الرئيسي للرايخ. كان يعمل في جهاز المخابرات الفيدرالي في ألمانيا الغربية ( Bundesnachrichtendienst ) بين عامي 1958 و1962،  ثم عمل في الموساد،  جهاز المخابرات الإسرائيلي. حضر جنازته في سانتياغو، تشيلي، حشد من النازيين القدامى. 
ويعتقد أن Rauff كان مسؤولاً عن ما يقرب من 100000 حالة وفاة خلال الحرب العالمية الثانية. كان له دور فعال في تنفيذ الإبادة الجماعية للنازيين من قبل غرفة الغاز المتنقلة. وكان من بين ضحاياه الشيوعيين واليهود والغجر والأشخاص ذوي الإعاقة.  تم اعتقاله في عام 1945، لكنه نجا بعد ذلك ولم يُقدم للمحاكمة. في أواخر السبعينيات والثمانينيات من القرن الماضي، كان يمكن القول أنه الهارب النازي المطلوبين لا يزال حياً.

## من البحرية إلى SS
وفقًا لملف المكتب الخامس الذي تم إصداره في عام 2005: 
 انضم رالف إلى كريغسمارينه (البحرية الألمانية) في عام 1924 كطالب شاب. بعد فترة من التدريب على سفينة متوسطة تمت ترقيته إلى ملازم أول في عام 1936 وتولى قيادة كاسحة ألغام. كان صديقًا لرينهارد هايدريش، الذي خدم أيضًا في البحرية في عشرينيات القرن العشرين. تم تعيين هايدريش من قبل قائد قوات الأمن الخاصة هاينريش هيملر في عام 1931 ليعمل كرئيس لنظام مكافحة المخابرات SS، وعندما استقال رالف من القوات البحرية في عام 1937، تولى هايدريش تحت جناحه. أعطي رالف وظيفة وضع قوات الأمن الخاصة والأمن والشرطة الأمنية الألمانية

. 
 خلال السنوات الثلاثة عشر التي قضاها في البحرية، أصبح رالف على دراية برينهارد هايدريش وشاهد الخدمة في أمريكا الجنوبية وإسبانيا كضابط شاب في عام 1924.
في عام 1937، غادر روف القوات البحرية في أعقاب فضيحة الزنا، لكنه خرج من منصبه «مع كل الأوسمة». 

بين عامي 1940 و 1941، عاد رالف إلى القوات البحرية كمتطوع، قاد أسطول كاسحة الألغام في القناة الإنجليزية. تمت ترقيته إلى ملازم أول ( Korvettenkapitän ) في أبريل 1941، قبل وقت قصير من خروجه من الخدمة الفعلية، ثم عاد إلى المكتب الرئيسي لأمن الرايخ. خلال أوائل عام 1940، ترأس الشرطة الأمنية الألمانية في النرويج التي تحتلها ألمانيا لبضعة أشهر.  وفقًا لوكالة الاستخبارات المركزية، كان صديقًا حميمًا لرينهارد هايدريش، المهندس الرئيسي للهولوكوست.
 كمسؤول في المعهد التقني الجنائي في المكتب الرئيسي لأمن الرايخ، صمم Rauff شاحنات الغاز المستخدمة لقتل اليهود والأشخاص ذوي الإعاقة.  

### اقتباسات
1. ↑  "Wanted Nazi Walther Rauff 'was West German spy'". BBC News. 27 سبتمبر 2011. مؤرشف من الأصل في 2019-02-05.
2. ↑  "In the Service of the Jewish State". Haaretz (بالإنجليزية). 29 Mar 2007. Archived from the original on 2019-11-01. Retrieved 2018-09-11.
3. 1 2
4. ↑  CIA RAUFF, WALTER-Possible Leads 8 July 1977 نسخة محفوظة 22 فبراير 2017 على موقع واي باك مشين.
5. ↑  CIA Rauff, Walter – Possible Leads 8 July 1977 نسخة محفوظة 22 فبراير 2017 على موقع واي باك مشين.